# Spokojne morze
Spokojne morze (fr. Mer calme) – obraz olejny francuskiego malarza Gustave’a Courbeta, przechowywany w Metropolitan Museum of Art w Nowym Jorku.
W 1869 Courbet kolejny raz wyjechał na wybrzeże Normandii, do Etretat, aby malować. Stworzył wtedy ponad dwadzieścia prac, jedną z nich jest Spokojne morze.
Obraz przedstawia pejzaż nadmorski z wąskim pasem brzegu i wąskim pasem morza. Ocean cofnął się podczas odpływu, a na piasku pozostały łodzie. Umieszczona nisko linia horyzontu powoduje, że całość jest zdominowana przez partię nieba  pokrytą zmieniającymi się obłokami. Obraz ukazuje naturę, ślady działalności człowieka ograniczają się do niewielkich łódek- porzuconych na plaży i widocznych na morzu.
Obraz jest utrzymany głównie w tonacjach błękitu. Sprawia wrażenie płaszczyzny pokrytej kolorami ponieważ malarz w ograniczonym stopniu oddał na nim perspektywiczną głębię, z tego powodu przypomina nieco malarstwo abstrakcyjne. W lewym dolnym rogu artysta umieścił rok wykonania "69", a pod nim swoją sygnaturę "G. Courbet".